# Parshall
La ville de Parshall est située dans le comté de Mountrail, dans l’État du Dakota du Nord, aux États-Unis. Lors du recensement de 2010, sa population s’élevait à 903 habitants. Parshall est située au sein de la réserve indienne de Fort Berthold.

## Histoire
Parshall a été fondée en 1914 par George Parshall.

## Démographie
| Groupe            | Parshall | Dakota du Nord | États-Unis |
| ----------------- | -------- | -------------- | ---------- |
| Amérindiens       | 62,7     | 5,4            | 0,9        |
| Blancs            | 30,6     | 90,0           | 72,4       |
| Métis             | 5,8      | 1,8            | 2,9        |
| Autres            | 0,7      | 1,6            | 11,2       |
| Afro-Américains   | 0,3      | 1,2            | 12,6       |
| Total             | 100      | 100            | 100        |
|                   |          |                |            |
| Latino-Américains | 6,5      | 2,0            | 16,7       |

Selon l’American Community Survey, pour la période 2011-2015, 94,82 % de la population âgée de plus de 5 ans déclare parler l’anglais à la maison, 5,63 % déclare parler l’hidatsa, 0,74 % l’allemand, 0,53 % une langue chinoise et 1,27 % une autre langue.
| 1920 | 1930 | 1940 | 1950 | 1960  | 1970  |
| ---- | ---- | ---- | ---- | ----- | ----- |
| 376  | 470  | 570  | 935  | 1 216 | 1 246 |

| 1980  | 1990 | 2000 | 2010 | - | - |
| ----- | ---- | ---- | ---- | - | - |
| 1 059 | 943  | 981  | 903  | - | - |

## Curiosité
Parshall abrite le Paul Broste Rock Museum. Ce musée, ouvert en 1965, rassemble la collection de pierres que le fermier Paul Broste a collectionnées durant les années 1920 et 1930.

## À noter
Parshall détient le record de la température la plus basse enregistrée dans le Dakota du Nord, relevée le 15 février 1936 : – 51 °C (– 60 °F).

## Source
- (en) Cet article est partiellement ou en totalité issu de l’article de Wikipédia en anglais intitulé « Parshall, North Dakota » (voir la liste des auteurs).